# Wizards of Waverly Place (videojuego)
Wizards of Waverly Place es un videojuego publicado por Disney Interactive Studios para el Nintendo DS, consola de videojuegos. Fue lanzado el 25 de agosto de 2009 en Estados Unidos y el 28 de agosto de 2009 en Europa y en Australia el 21 de septiembre de 2009. Está basado la serie original de Disney Channel Wizards of Waverly Place. el juego basado en muchas de las utilizadas en el programa de televisión. El juego se trata de Alex comprar un braclet que es para los magos de adultos y la gente empieza a congelar.
- Datos: Q8028782
- Multimedia: Wizards of Waverly Place / Q8028782